# Crioulo português de Java
O crioulo português de Java foi uma língua crioula baseada no português atualmente extinta que era falada em Jacarta. Foi introduzido com a colônia neerlandesa de Batávia, quando os neerlandeses trouxeram escravos das colônias que tinham recentemente adquiridas de Portugal, e o crioulo português dos escravos tornou-se a língua franca da nova cidade. Este crioulo ficou conhecido por Mardica, o nome significa "homem livre", em neerlandês, como os escravos foram libertados logo após a sua liquidação. A linguagem foi substituída pelo crioulo malaio de Batávia, o betawi, no final do século XVIII, os Mardicas perderam a sua identidade distinta. No entanto, por volta de 1670 um grupo de 150 pessoas foram transferidos para o que é hoje a aldeia e subúrbio de Tugu, onde eles mantiveram sua língua, lá conhecido como papia, até os anos 1940. O último orador fluente, Joseph Quiko, morreu em 1978, e a linguagem sobrevive apenas nas letras das músicas antigas do gênero Keroncong Moresco (Keroncong Tugu).
Também na cidade de Batávia (atual Jacarta), capital da antiga Índias Orientais Neerlandesas, o português foi a língua falada nos séculos XVII e XVIII. As missões religiosas contribuíram para esta grande expansão da língua portuguesa. Isto porque desde que as comunidades se convertiam ao catolicismo, adotavam o português como língua materna. Também as missões protestantes (neerlandesas, dinamarquesas, inglesas...) que atuavam na Índia foram obrigadas a usar o português como a língua de evangelização.

## A comunidade de Tugu
A cidade Tugu fica a poucos quilômetros da antiga Batávia, atual Jacarta, na Indonésia, mais precisamente na ilha de Java.
Apesar destas regiões nunca terem sido colonizadas pelos portugueses, estas populações foram levadas para aquela região pelos neerlandeses, como escravos para trabalhar nas suas plantações, ou ainda, mais frequentemente como escravos para trabalhar nas casas.[carece de fontes?]
Quando os neerlandeses conquistaram Malaca, Cochim, Ceilão, etc, os portugueses foram feitos escravos e transportados em grande número para outras possessões neerlandesas, como a Indonésia e até para a África do Sul.[carece de fontes?]
Dos casamentos com mulheres portuguesas, os neerlandeses viram-se forçados a ter que aprender o chamado português corrupto, tanto para a vida doméstica como na comunicação com os povos locais.[carece de fontes?]
Na Batávia, como em Tranquebar (possessão dinamarquesa na costa oriental indiana, Costa de Coromandel), o português não corrupto foi utilizado como língua litúrgica e foi até ensinado nas escolas. Existem inúmeras publicações, tais como textos litúrgicos, dicionários etc.
A comunidade de Tugu (Tugo ou Toegoe) tem sido reportada desde o século XVIII. A grande particularidade desta comunidade era o seu português. Segundo dados recentes, o último falante de um crioulo indo-português do tipo próximo dos crioulos do Ceilão e do sino-malaio) morreu em 1978, no entanto a comunidade continua a manter vivas muitas particularidades típicas da indo-portugalidade: gastronomia, religião (catolicismo), música do dia a dia etc.

## História
Durante a década de 1510, quando os portugueses chegaram ao maior arquipélago do mundo, a atual Indonésia, que se estabeleceram ao longo do arquipélago diversas feitorias.
Foram fundadas colônias prósperas nas ilhas de Sumatra (Samatra) e Java. Em Java chegou-se a desenvolver um crioulo (língua resultante da fusão entre o português e as línguas nativas).
Até no início do século XX em Jacarta-Batávia-Tugu, Indonésia: (um subúrbio de Jacarta). uma espécie de português corrompido ainda era usado pela população cristã em Tugu. O último habitante que falava o crioulo morreu em 1978. Esta região nunca esteve sob domínio de Portugal.
Essa comunidade neerlandesa de Batávia na ilha de Java, Indonésia, ficou conhecida por Mardicas. Os Mardicas são os descendentes dos antigos escravos de Malaca, Bengala, Coromandel, Malabar, que foram convertidos ao protestantismo quando libertados. Eles falavam uma espécie de crioulo português e eram o ramo principal da comunidade portuguesa de Batávia. Depois da conquista neerlandesa de Malaca e do Ceilão eles cresceram consideravelmente. Em 1673, foi construída uma igreja protestante, para a comunidade portuguesa em Batávia e depois, no século XVII, uma segunda igreja foi construída. Em 1713, esta comunidade tinha cerca de 4 mil membros. Até 1750, o português foi a primeira língua de Batávia, porém, depois o malaio passou a dominar. Em 1808, o reverendo Engelbrecht celebrou a última missa em português. Em 1816, a comunidade portuguesa foi incorporada pela comunidade malaia. Também entre as famílias neerlandesas de Batávia, a língua portuguesa foi intensamente usada até 1750, apesar dos esforços do governo neerlandês contra o seu uso.